# David Lagercrantz
David Lagercrantz (Solna, 4 de septiembre de 1962) es un periodista y escritor sueco de éxito, conocido especialmente por ser el continuador de la saga Millennium creada por Stieg Larsson. 

## Biografía
Hijo del editor, crítico literario y profesor Olof Lagercrantz y Martina Ruin (hija del filósofo Hans Ruin), nació y creció —al igual que su hermana mayor, la actriz Marika Lagercrantz— en Solna, hoy parte del área metropolitana de Estocolmo. 
Después de estudiar filosofía y religión y de graduarse en la escuela de periodismo de Gotemburgo, comenzó su carrera como reportero criminal en el diario regional Sundsvalls Tidning. Luego pasó al periódico nacional Expressen, donde supervisó los principales casos delictivos de finales de los años 1980 y principios de los 1990, destacando el triple asesinato en Åmsele, una pequeña localidad del norte de Suecia, que más tarde describiría en su libro Ángeles en Åmsele.
Lagercrantz propicia activamente el fomento de la lectura juvenil a través de Läsrörelsen (Movimiento Lector), organización sin fines de lucro a la que el escritor donó aproximadamente €100,000 de sus beneficios; también aportó aproximadamente €50,000 a Grävfonden, una fundación para la formación de periodistas de investigación en Suecia.
Miembro del PEN en Suecia, organización de escritores de la que ha formado parte de su dirección, está casado con la periodista Anne Lagercrantz (sv), con quien  tiene tres niños.

## El autor
Sus primeros libros fueron biografías: Göran Kropp 8000 plus (1997, sobre el aventurero y alpinista sueco) y Ett svenskt geni (2000; Un genio sueco), del inventor Håkan Lans. Esta última obra fue llevada al cine en el documental titulado Patente 986. 
El éxito le llegó nueve años más tarde, después de haber escrito cuatro novelas, entre ellas Himmel över Everest (2005), una narrativa ficticia de una catástrofe en el Everest en 1996 donde murieron doce personas. 
El enigma Turing (2009, Syndafall i Wilmslow en el original, es decir Caída en Winslow), novela sobre el matemático británico Alan Turing, fue aplaudida por los críticos y el libro se ha vendido en más de 15 idiomas; en español lo publicó Planeta en 2016.

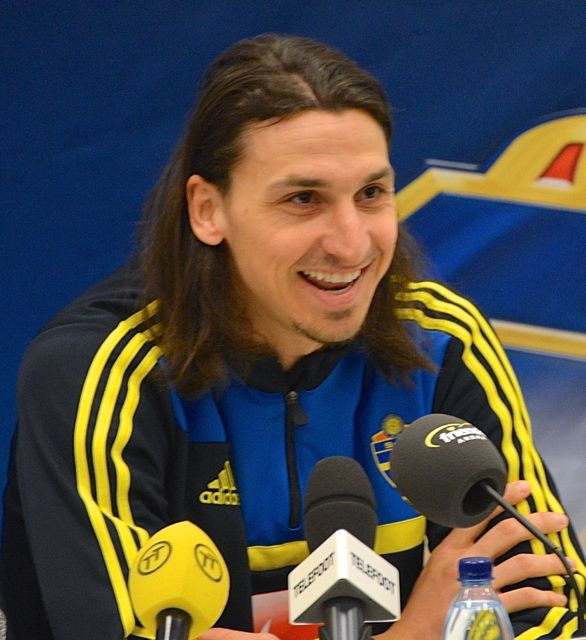
Zlatan Ibrahimović

Antes de convertirse en el continuador de la saga Milennium de Stieg Larsson, Lagercrantz escribió  Yo soy Zlatan Ibrahimović (2011), biografía del futbolista sueco de origen bosniocroata, que se convirtió en un superventas: en Suecia vendió más de 500.000 copias en seis semanas, pasando a ser el libro más vendido de todos los tiempos en ese país nórdico. La biografía, traducida a más de 30 idiomas, ha sido muy elogiada por su contribución a incrementar la lectura entre los niños y adolescentes.
En diciembre de 2013, la editorial sueca Norstedts anunció que Lagercrantz había sido contratado para escribir la cuarta novela de Millennium. El libro, Lo que no te mata te hace más fuerte, fue publicado el 27 de agosto de 2015 y lanzado en 27 países al mismo tiempo. Recibió críticas mayormente positivas alcanzado un enorme éxito de ventas internacional. La novela fue designada como uno de los mejores thrillers del año en 2014 por la revista Esquire, y nominado al Premio Petrona en 2016 en la categoría de Mejor novela de crímenes en 2016. Los derechos de la producción de la película fueron adquiridos por Sony Pictures.
A esta le siguió El hombre que perseguía su sombra, novela lanzada en septiembre de 2017, que ha tenido éxito de crítica y de venta.
En 2019 publicó La chica que vivió dos veces, el relato del duelo final entre Lisbeth, que ahora ya no lleva piercings, y su sofisticada hermana melliza Camilla, ambas con una infancia marcada, cada una a su manera, por su temible y maltratador padre, Zala. La trama es una compleja "madeja de engaños, malversaciones, traiciones, atentados y golpes de efecto", según el crítico y escritor Camilo Marks.
Aunque a Lagercrantz "no pueda comparársele con Larsson, ha tratado de estar a la altura de la saga y para ello se ha asesorado de modo exhaustivo e incluso ha contado con el apoyo del padre y el hermano" del creador de la invencible Lisbeth Salander.
En 2021 apareció el primer libro de una nueva saga, Obscuritas, con dos protagonistas principales: el psicólogo doctor Rekke, experto en interrogatorios, y la policía, de origen chileno, procedente de los barrios bajos, Micaela Vargas. Fue traducida al castellano por Martin Lexell y Alberto Sevillano y publicada por Destino en 2022.

## Premios y reconocimientos
- Nominado al Premio August en 2012 por Yo soy Zlatan Ibrahimovic[27]
- Libro del año del deporte William Hill 2013 por Yo soy Zlatan Ibrahimovic[28]
- Seleccionado como uno de los mejores thrillers del año en 2015 por la revista Esquire por Lo que no te mata te hace más fuerte.[29]
- Preseleccionado al premio Petrona a la mejor novela escandinava de crímenes de 2016 por Lo que no te mata te hace más fuerte.[30]

### Saga Millennium
- Det som inte dödar oss (2015) — Lo que no te mata te hace más fuerte, cuarta entrega de la serie; trad.: Martin Lexell y Juan José Ortega Roman, Destino, 2015
- Mannen som sökte sin skugga (2017) — El hombre que perseguía su sombra, quinta entrega; trad.: Martin Lexell y Juan José Ortega Román, Destino, 2017
- Hon som måste dö (2019) — La chica que vivió dos veces (2019), sexta entrega; trad.: Martin Lexell y Juan José Ortega Román, Destino, 2019